# Carcosa
Carcosa é uma cidade fictícia introduzida no conto "Um Habitante de Carcosa" (1886), de Ambrose Bierce. Trata-se de uma cidade antiga e misteriosa, vagamente descrita, vista apenas de retrospecto (após a sua destruição) por um de seus antigos moradores.
O autor americano Robert W. Chambers usou o nome "Carcosa" em vários de seus contos no livro O Rei de Amarelo, inspirando gerações de autores a também incorporarem o nome em suas obras.

## O Rei de Amarelo
A cidade é mencionada por diversas vezes no livro de contos O Rei de Amarelo (1895), de Robert W. Chambers. Tendo lido a obra de Bierce, Chambers se apropriou do nome "Carcosa", bem como de outros nomes mencionados nos livros de Bierce, como Hali e Hastur.
Nos contos de Chambers, e dentro da peça fictícia homônima, mencionada com frequência neles, a cidade de Carcosa é um local antigo, misterioso e possivelmente amaldiçoado. A descrição mais precisa de sua localização é na costa do Lago Hali, em outro planeta ou universo.
Por exemplo:
Ao longo da orla irrompe a turva torrente,

Os sóis gêmeos quedam ao lago silente,

E essas sombras jocosas

Se assomam em Carcosa.

Estranhas são as estrelas escuras ao léu

E as noites que estranhas luas singram o céu,

Mas mais estranha se mostra

A perdida Carcosa.

Que a canção das Híades de voz fortuita

Vinda donde os andrajos do Rei se agitam,

Feneça auspiciosa

Na indistinta Carcosa.

Nos versos da vida, minha voz se esvaiu,

E que morras muda, feito pranto senil

Definhando na umbrosa

E perdida Carcosa.

—"A Canção de Cassilda" em O Rei de Amarelo Ato 1, Cena 2